# Galtellì
Galtellì (sardinsky: Gartèddi) je italská obec (comune) v provincii Nuoro v regionu Sardinie. Nachází se ve výšce 35 metrů nad mořem a má přibližně 2 400 obyvatel. Rozloha obce je 56,53 km².